# Kamondy László
Kamondy László (eredeti neve: Tóth László) (Balatonmagyaród, 1928. november 27. – Budapest, 1972. október 23.) magyar József Attila-díjas (1965) író, drámaíró.

## Életpályája
Szülei: Tóth László (1902-1973) és Tóth Lászlóné (1908-1981) voltak. Egyetemi tanulmányait az ELTE BTK-n végezte el. 1951-1960 között a Szépirodalmi Könyvkiadó lektora volt. 1960-tól a Vígszínház, a Madách Színház, valamint a Mafilm dramaturgjaként dolgozott. Öngyilkos lett 1972. október 23-án.

## Munkássága
Önálló köteteire jellemző a novella műfajának formai és szemléletbeli megújítása: a sematizmussal való szakítás mellett a hősök mikrokörnyezetének szociográfiai hitele megjelenítésére törekedett. A társadalmi valóságot magánéleti konfliktusokba sűrítve ábrázolta az 1960-as, 1970-es években sikerrel bemutatott színműveiben is (Vád és varázslat, Lány az aszfalton).

## Színházi munkái

### Íróként
A Színházi Adattárban regisztrált bemutatóinak száma: 4.
- A szerelmesek fája (1960)
- Vád és varázslat (1963)
- Szöktetés albérletbe, avagy Szemérmes ateisták (1966)
- Lány az aszfalton (1984)

### Színészként
A Színházi Adattárban regisztrált bemutatóinak száma: 1.
- Tamási Áron: Tamási Áron-emlékest....A megnyitó beszédet tartja

## Művei
- Beszélgetés (novella, 1950)
- Verekedők (1954)
- Fekete galambok (elbeszélés, 1957)
- Az utolsó játszma
- Fegyencek szabadságon
- Elvadult bárány (1960)
- Szerelmesek fája (1960)
- Apostolok utóda (kisregény, 1960)
- Megdézsmált örömök (elbeszélés, 1964)
- Vád és varázslat - Lány az aszfalton (2 színmű, 1965)
- Szöktetés albérletbe avagy szemérmes ateisták (színmű, 1965)
- Ádám apja (kisregény és elbeszélés, 1968)
- Feltételes vallomás (elbeszélés, 1969)
- Kancsal tündér (elbeszélés, 1970)
- Vád és varázslat (színművek, 1973)
- Szerelmes házastársak (kisregény, 1973)
- Ismerkedés tükörben (válogatott elbeszélés, 1990)